# Lettres écrites lors d'un court séjour en Suède, en Norvège et au Danemark

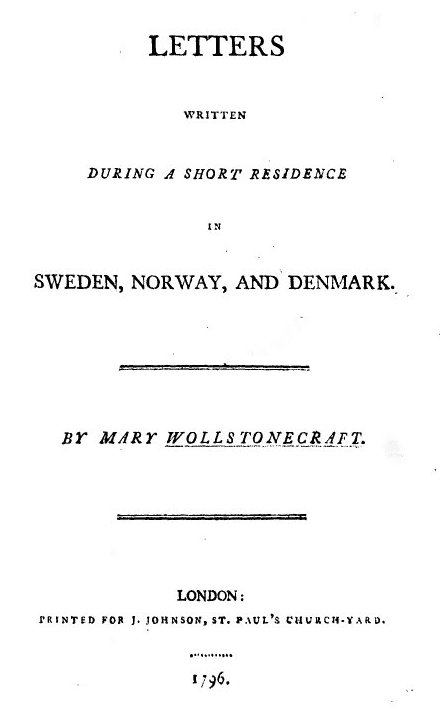
Page de titre de Letters Written During a Short Residence in Sweden, Norway, and Denmark (1796).

Letters Written During a Short Residence in Sweden, Norway, and Denmark
Letters Written During a Short Residence in Sweden, Norway, and Denmark (1796), selon son titre complet (Lettres écrites lors d'un court séjour en Suède, en Norvège et au Danemark en français), est un récit de voyage profondément personnel rédigé par Mary Wollstonecraft, qui est qualifiée volontiers de féministe britannique du XVIIIe siècle.
Les vingt-cinq lettres couvrent une large gamme de sujets, depuis des réflexions sociologiques sur la Scandinavie et ses peuples jusqu'à des questions philosophiques concernant la question de l'identité. Publiée par l'éditeur qui accompagnera Mary Wollstonecraft pendant toute sa carrière, Joseph Johnson, c'est la dernière œuvre à paraître du vivant de l'auteur.
Mary Wollstonecraft entreprend son voyage en Suède, en Norvège et au Danemark afin de retrouver, pour le compte de son amant, Gilbert Imlay, un navire transportant un trésor volé. Elle part avec entrain, dans l'espoir que le voyage restaurera leur relation de plus en plus tendue. Cependant, au cours des trois mois qu'elle passe en Scandinavie, elle se rend compte que Imlay n'a aucune intention de renouer leur liaison. Les lettres qui composent le texte, tirées de son journal et des missives qu'elle lui envoyait, reflètent la colère et la mélancolie qu'elle éprouvait devant ses trahisons répétées. Ainsi, Letters Written in Sweden se présente à la fois comme un récit de voyage et un ensemble de souvenirs.
Faisant appel à la rhétorique du sublime, Mary Wollstonecraft explore la relation qu'entretient l'individu envers la société. Elle accorde toute sa valeur à l'expérience subjective, en particulier dans son rapport à la nature ; elle défend la cause de la libération et de l'éducation des femmes, et elle met en relief les effets nocifs du commerce sur la société.
Letters Written in Sweden connaît une vraie popularité au cours des années 1790 ; il se vend bien et est reçu favorablement par la plupart des critiques. Le futur époux de Mary Wollstonecraft, le philosophe William Godwin, écrit à son propos : « s'il y eut jamais un livre calculé pour rendre un homme amoureux de son auteur, il m'apparait que c'est de ce livre qu'il s'agit. » De plus, l'ouvrage influence certains poètes romantiques comme William Wordsworth et Samuel Taylor Coleridge, qui s'inspirent de ses thèmes et de son esthétique. Si, dans un premier temps, il donne à ses lecteurs l'envie de voyager en Scandinavie, il perd ensuite en popularité après la publication, en 1798, par William Godwin de Memoirs of the Author of A Vindication of the Rights of Woman (Mémoires de l'auteur de la défense des droits de la femme) qui révèle la vie privée assez peu orthodoxe de Mary Wollstonecraft.

## Place dans sa vie

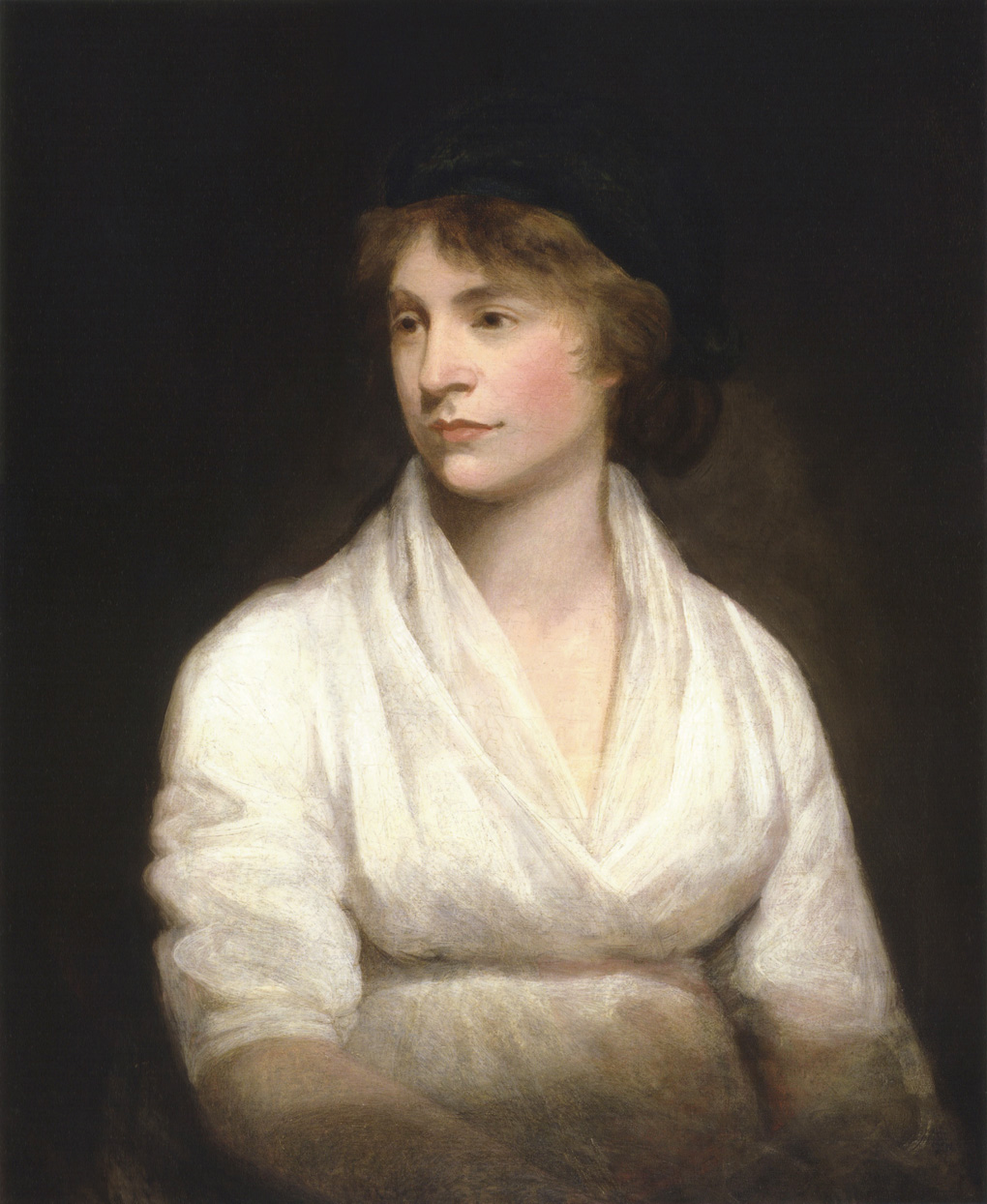
Mary Wollstonecraft, par John Opie, vers 1797.

### Bref rappel des faits
En 1790, alors âgée de 31 ans, Mary Wollstonecraft fait une entrée remarquée sur la scène publique avec A Vindication of the Rights of Men (Défense des droits des hommes), ouvrage qui contribue à enflammer la guerre des pamphlets menée en Grande-Bretagne sur la Révolution française. Deux ans plus tard, elle publie ce qui est devenu son œuvre la plus célèbre, A Vindication of the Rights of Woman (Défense des droits de la femme). Désireuse d'être en personne témoin de la Révolution, elle part en France où elle reste environ deux ans, jusqu'à la montée des violences en 1795, alors que Gilbert Imlay, aventurier américain dont elle est devenue la maîtresse, l'a abandonnée avec leur fille illégitime Fanny Imlay. Peu après son retour en Angleterre, en mai de la même année, elle fait une tentative de suicide ; Imlay, cependant, parvient à la sauver.
Un mois après cet incident, Mary Wollstonecraft accepte d'entreprendre le long voyage plein d'embûches qui la conduira vers la Scandinavie. Elle pense pouvoir régler les difficultés que Gilbert Imlay connait dans ses affaires. Le voyage est non seulement périlleux — car Mary Wollstonecraft est une femme voyageant seule en période de guerre — mais il est aussi marqué par le chagrin et la colère. En effet, si, dans un premier temps, elle croit pouvoir redonner vie à leur relation, elle finit par se rendre à l'évidence, d'autant qu'Imlay ne vient pas à sa rencontre, comme initialement prévu, à Hambourg. Alors, le désespoir la gagne et ne fait que s'intensifier au fur et à mesure que progresse le voyage.
À son retour en septembre, Mary, trouvant Gilbert Imlay dans les bras d'une autre femme, tente à nouveau de se suicider en se jetant dans la Tamise, mais elle est sauvée par un passant. Letters Written in Sweden, est publié en janvier 1796. Écrit après ses deux tentatives de suicide, l'ouvrage revient fréquemment sur le sujet de la mort ; il reflète l'état psychologique de Mary pendant son séjour et, de ce fait, a été décrit comme étant une « lettre de suicide » laissée pour Imlay, bien qu'elle ne fasse jamais référence à son nom dans le texte. C'est la dernière œuvre parue de son vivant : elle meurt des suites d'un accouchement tout juste un an plus tard.

### Voyage en Scandinavie, et affaires menées pour le compte d'Imlay
Bien que Mary Wollstonecraft se décrive comme une simple touriste dans ces Letters in Sweden, en réalité, elle mène de délicates négociations pour le compte de Gilbert Imlay. Pendant près de deux cents ans, la raison pour laquelle elle était allée en Scandinavie était restée obscure, mais dans les années 1980, l'historien Per Nyström a mis au jour des documents tirés des archives locales suédoises et norvégiennes révélant que Mary Wollstonecraft était à la recherche d'un navire et de sa cargaison qui avaient été volés à Imlay. Ce dernier l'avait autorisée à faire les démarches pour son compte et, dans les documents légaux, il l'appelle « Mrs Mary Imlay, ma meilleure amie et ma femme », bien qu'en réalité, ils ne soient pas mariés.

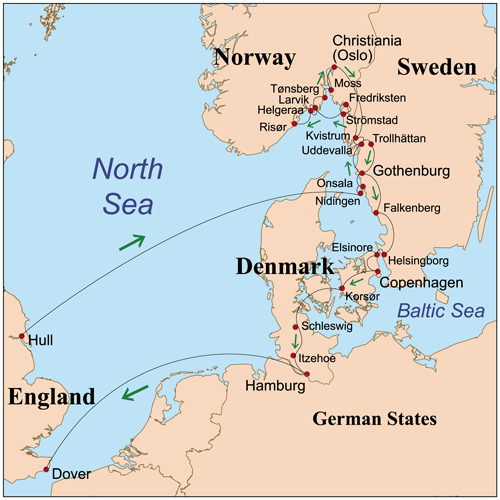
Trajet suivi par Mary Wollstonecraft.

Les détails complexes des affaires négociées pour Imlay sont explicités avec clarté par Nyström. Le 18 juin 1794, Peder Ellefsen, appartenant à une riche et influente famille norvégienne, achète à des agents d'Imlay au Havre un navire nommé le Liberté. Il se révélera plus tard que Ellefsen n'a jamais été le propriétaire du navire, mais qu'il était plutôt impliqué dans une vente proforma pour le compte d'Imlay. Il renomme le navire Maria and Margaretha (sans doute d'après Mary et sa femme de chambre Marguerite) et obtient du consulat danois au Havre qu'il homologue le navire de façon qu'il puisse traverser le blocus britannique des côtes françaises (Imlay est un forceur de blocus). Transportant de la vaisselle d'or et d'argent appartenant aux Bourbon, le navire quitte la France sous pavillon danois et arrive à Copenhague le 20 août 1794. S'il est probable que Ellefsen a donné pour instruction de poursuivre le voyage vers Göteborg, le navire n'arrive jamais à destination. Imlay effectue de vaines tentatives pour le localiser, puis envoie Mary Wollstonecraft négocier un accord avec Ellefsen, qui est plus tard arrêté pour le vol du navire et de sa cargaison. On ignore si Mary Wollstonecraft a finalement réussi ou échoué dans ses négociations, tout comme on ne sait rien du sort final du navire et de son trésor.  
Pour les besoins de son entreprise, Mary Wollstonecraft se rend tout d'abord à Göteborg, où elle demeure deux semaines. Laissant sa fille avec sa femme de chambre, elle s'embarque pour Strömstad, en Suède, puis se rend à Larvik en Norvège. De là, elle poursuit sa route vers Tønsberg, où elle passe trois semaines. Elle visite également Helgeraa, Risør, et Kristiania, aujourd'hui Oslo, puis, par Strömstad et Göteborg, rejoint Fanny et Marguerite. Elle retourne en Angleterre via Copenhague et Hambourg et arrive à Douvres en septembre 1795, trois mois après avoir quitté son pays.

## Structure, genre et style
Letters Written in Sweden se compose de vingt-cinq lettres traitant d'une large gamme de sujets politiques qui font controverse, tels que la réforme des prisons, les droits de la propriété foncière, les lois sur le divorce, mais aussi de sujets moins polémiques, comme le jardinage, le travail du sel ou encore le sublime des panoramas. Les commentaires politiques de Mary Wollstonecraft vont au-delà des idées qu'elle a exposées dans An Historical and Moral View of the French Revolution (1794) ; sa discussion de la réforme des prisons, par exemple, s'est enrichie de ses propres expériences de la France révolutionnaire et de celles de ses amis, dont beaucoup ont été incarcérés.
Si Letters Written in Sweden apparaît d'abord comme un récit de voyage, il s'agit-là en fait d'un « genre hybride ». La nature de cette hybridation, cependant, ne fait pas l'objet d'un consensus chez les spécialistes. Certains soulignent la façon dont Mary Wollstonecraft fusionne récit de voyage et « autobiographie » ou « mémoires » (memoir, comme l'écrit Mary Wollstonecraft dans sa présentation du livre) ; d'autres, au contraire, y voient un récit de voyage sous forme de roman épistolaire. Le texte se poursuit sans heurt, cheminant au gré de réflexions autobiographiques et de rêveries sur la nature, tout en abordant des théories politiques. Deux fils conducteurs lui confèrent son unité : le raisonnement concernant la nature et la société, et la montée progressive de la mélancolie. Certes, Mary Wollstonecraft se pose en philosophe, mais prévaut l'image d'une femme en grande souffrance.  

### Récit de voyage: «l'art de la pensée»
Le récit de voyage sous forme épistolaire est pour moitié dans le « genre hybride » auquel appartiennent les Letters Written in Sweden. La conception qu'en a Mary Wollstonecraft a été façonnée par les récits de voyage empiriques et moraux du XVIIIe siècle, en particulier The Traveller, or a Prospect of Society (1764) d'Oliver Goldsmith (Le Voyageur, ou une perspective de la société), A Sentimental Journey Through France and Italy (1768) de Laurence Sterne (Voyage sentimental à travers la France et l'Italie), A Journey to the Western Islands of Scotland (1775) de Samuel Johnson (Voyage aux îles occidentales de l'Écosse), The Journal of a Tour to the Hebrides (1785) de James Boswell (Journal d'un voyage aux Hébrides), et les livres de voyage d'Arthur Young.

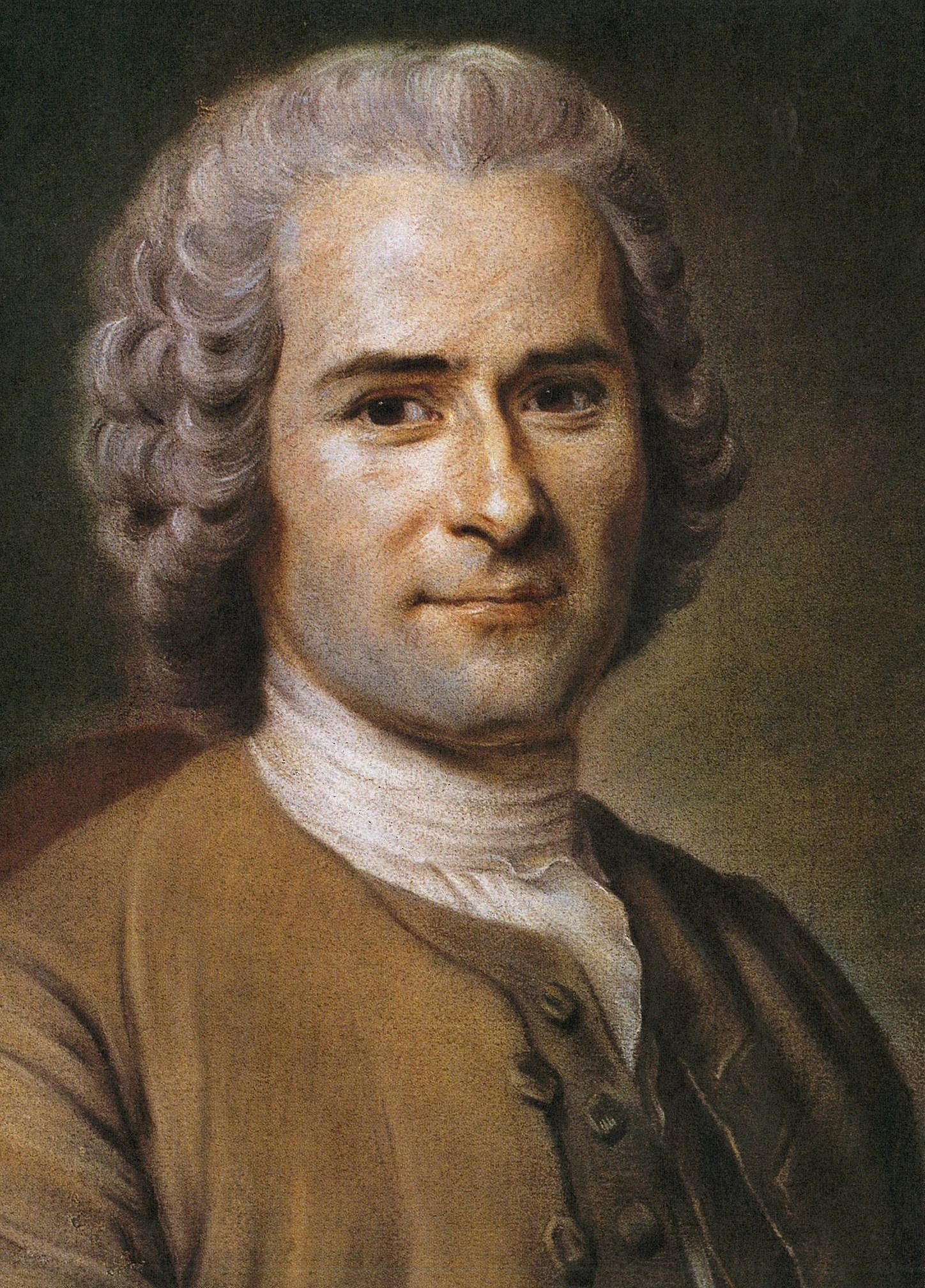
Maurice Quentin de La Tour, Jean-Jacques Rousseau,(1753).

Pour avoir analysé vingt-quatre livres de voyage pour le compte de l’Analytical Review de Joseph Johnson, Mary Wollstonecraft connaît parfaitement ce genre littéraire. Au travers de ces lectures approfondies, elle a pu cristalliser ses idées sur ce qui fait un bon livre relevant de ce mode d'expression. Dans l'une de ses critiques, elle soutient que les écrivains voyageurs doivent avoir « une idée directrice en tête, un objectif majeur sur lequel se concentrent leurs pensées et qui relient leurs réflexions ». Il convient donc qu'ils ne se limitent pas à « des observations isolées, qu'aucun intérêt soutenu, aucune orientation dominante ne viennent rassembler pour en faire un tout. » Ses critiques privilégient les descriptions détaillées et vivantes des populations et des lieux, les réflexions où l'esprit vagabonde sur l'histoire et l'insatiable curiosité qui doit habiter le voyageur. 
« L'art du voyage n'est qu'un rameau de l'art de la pensée », écrit Mary Wollstonecraft. De fait, son propre voyage et les commentaires qui l'accompagnent deviennent non seulement sentimentaux, mais aussi philosophiques. Ces deux modes apparaissent dans sa critique des rôles dévolus aux femmes, et aussi dans l'image du progrès de la civilisation qu'elle a déjà tracée dans A Vindication of the Rights of Men (1790), A Vindication of the Rights of Woman (1792), et An Historical and Moral View of the French Revolution. Après avoir renversé les conventions de l'écriture politique et philosophique, Mary Wollstonecraft apporte ce que le spécialiste Gary Kelly appelle un « féminisme révolutionnaire », qu'elle applique à un tout autre genre qui avait été jusque-là considéré comme du seul ressort des hommes, transformant « le mélange de faits objectifs et d'impressions individuelles appartenant au récit de voyage [...] pour en faire le soubassement d'une révélation autobiographique ». Comme l'écrit l'un des commentateurs des Letters Written in Sweden, l'ouvrage n'est « rien de moins qu'une révolution dans les genres littéraires » ; le sens du sublime, exprimé au travers de scènes où transparaît l'intensité des sentiments, appelle « une nouvelle ferveur et un nouvel éclat de la rhétorique de l'émotion  » dans la littérature de voyage.
George B. Spark, autre spécialiste de Mary Wollstonecraft, voit en elle « [une] voyageuse accomplie et passionnée ». Son désir d'approfondir et de ressentir pleinement chaque instant rappelle l'attitude de Jean-Jacques Rousseau, en particulier telle qu'elle apparaît dans Les Rêveries du promeneur solitaire. De fait, plusieurs thèmes rousseauistes transpirent dans les Letters in Sweden, par exemple « la recherche de la source du bonheur de l'homme, le rejet stoïque des biens matériels, l'étreinte extatique de la Nature et le rôle essentiel que joue le sentiment dans la compréhension ». Cependant, alors que Rousseau finit par rejeter la société, Mary Wollstonecraft, elle, célèbre tout à la fois les valeurs domestiques et le progrès industriel.

### Lettres
Mary Favret soutient que ces lettres ne relèvent pas seulement de la correspondance privée. Mary Wollstonecraft, en effet, investit le genre impersonnel de la lettre d'affaires et lui insuffle une signification personnelle. À cette fin, elle recourt à une écriture « imaginative » contraignant le lecteur à prendre part aux événements qu'elle raconte.
De fait, les Letters Written in Sweden sont très différentes des missives d'amour désespérées et plaintives que Mary adresse à Gilbert Imlay. Le récit ressemble plutôt au journal intime où elle consigne les pensées inspirées par ses rencontres et les lieux qu'elle visite. Alors que la correspondance destinée à son amant contient de longs passages centrés presque exclusivement sur elle-même, les Letters Written in Sweden s'enrichissent de nombreux commentaires sociaux et de passages exprimant sa sympathie envers les victimes du sort et de l'injustice. À Imlay, Mary se présente comme abattue par les doutes, mais aux yeux du monde, surmontant ses craintes et ruminant son malheur, elle transcende sa douleur qui, sublimée, devient le matériau d'une sorte de « lettre ouverte » politique, genre plutôt populaire dans le dernier quart du XVIIIe siècle. Ainsi, son expérience personnelle lui sert de tremplin pour un débat concernant une réforme d'envergure nationale.

### Autobiographie
Profondément influencée par Les Confessions de Jean-Jacques Rousseau, écrites en 1782, Mary Wollstonecraft dévoile son âme dans les Letters Written in Sweden, qui relatent un voyage effectif tout autant qu'un itinéraire psychologique. Ce qu'elle révèle d'elle-même, à l'instar d'autres autobiographes femmes, est présenté comme des « révélations non préméditées sur soi-même » et apparait souvent de façon détournée. Cependant, comme l'a montré Mitzi Myers, Mary Wollstonecraft réussit, par ce genre d'écriture, à présenter au lecteur une personnalité stable et cohérente. De plus en plus confiante en son talent d'écrivain, elle maîtrise son récit et l'effet qu'il produit à un degré inégalé dans ses autres ouvrages. Elle transforme les chagrins individuels de son voyage, comme la dissolution de sa relation avec Imlay, pour en faire le matériau d'un texte littéraire dont la lecture devient extrêmement prenante.

### Le «sublime»

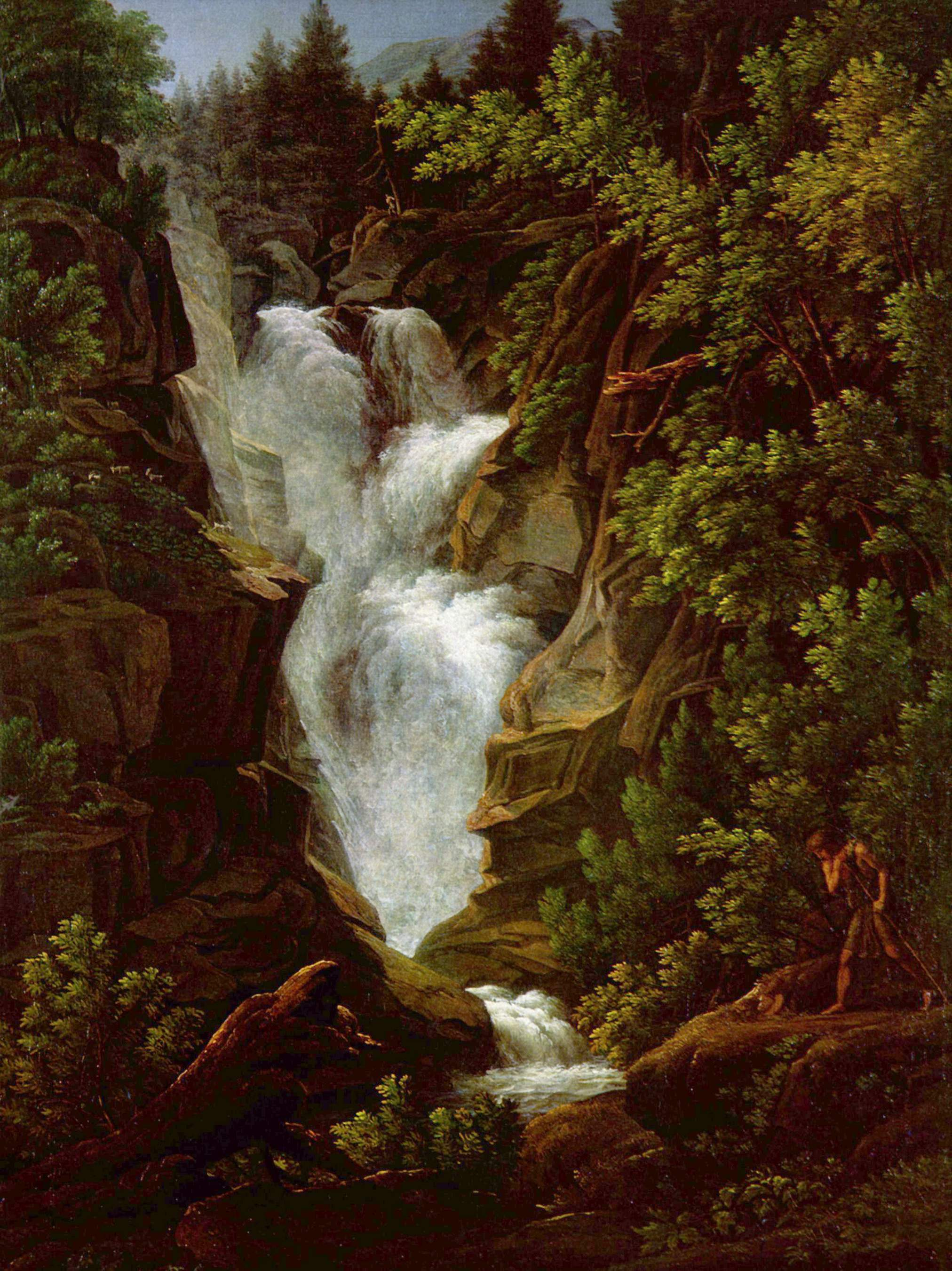
« Chute d'eau », par Joseph Anton Koch (1796).

Dans ses Letters Written in Sweden, Mary Wollstonecraft s'appuie largement sur le langage de la philosophie du sublime. Elle exploite et redéfinit les termes centraux de l'ouvrage d'Edmund Burke, A Philosophical Enquiry into the Origin of Our Ideas of the Sublime and Beautiful de 1757 (Recherche philosophique sur l'origine de nos idées du sublime et du beau). Burke privilégie le sublime (qu'il associe à la masculinité, la terreur, la crainte respectueuse et la force) plutôt que le beau (qu'il associe à la féminité, la passivité, la délicatesse, et la faiblesse), alors que Mary Wollstonecraft lie le sublime à la stérilité, et le beau à la fécondité. Pour elle, le beau est en rapport avec ce qui est maternel ; ce changement de perspective esthétique est évident, par exemple, dans les nombreux passages consacrés à l'affection entre mère et fille, Mary et sa petite Fanny. Elle revendique alors l'étiquette féminine du « beau » pour celles qu'elle appelle les plus vertueuses et les plus utiles des femmes, c'est-à-dire les mères.

Mary Wollstonecraft redéfinit également l'association traditionnelle entre sublime et mort ; les pensées de mort, évoquées par une chute d'eau, par exemple, la conduisent à envisager la renaissance et l'immortalité : 

« En atteignant la cascade ou plutôt la cataracte, dont le grondement m'avait depuis longtemps annoncé la proximité, mon âme fut précipitée par les chutes vers un nouveau train de réflexions. La course impétueuse du torrent bondissant des noires cavités qui défiaient l'œil qui les voulait explorer, engendra dans mon esprit une égale activité : mes pensées s'élançaient de la terre vers le ciel et je me demandais pourquoi j'étais enchaînée à la vie et à ses misères ? Pour autant, les émotions tumultueuses que faisait naître cet objet sublime, m'étaient agréables ; et, en le contemplant, mon âme s'élevait, avec une dignité renouvelée, au-dessus de ses soucis — cherchant à embrasser l'immortalité — il semblait aussi impossible d'arrêter le courant de mes pensées que celui du torrent me faisant face, toujours changeant, toujours le même — je tendis la main vers l'éternité, franchissant d'un bond le minuscule point d'ombre de ma vie à venir,. »

Ce passage n'échappe pas aux pesanteurs générées par le sexe de son auteur et, en ce sens, il se situe dans la lignée des expressions du sublime que Mary Wollstonecraft n'a de cesse de manipuler. En tant que femme, comme l'écrit en effet Jane Moore, elle se trouve bridée par les restrictions juridiques et sociales de son temps, et n'a, pour seul perspective d'affranchissement, qu'un au-delà, quel qu'il soit, dans la mort.

## Thèmes

### Raison, sentiment et imagination

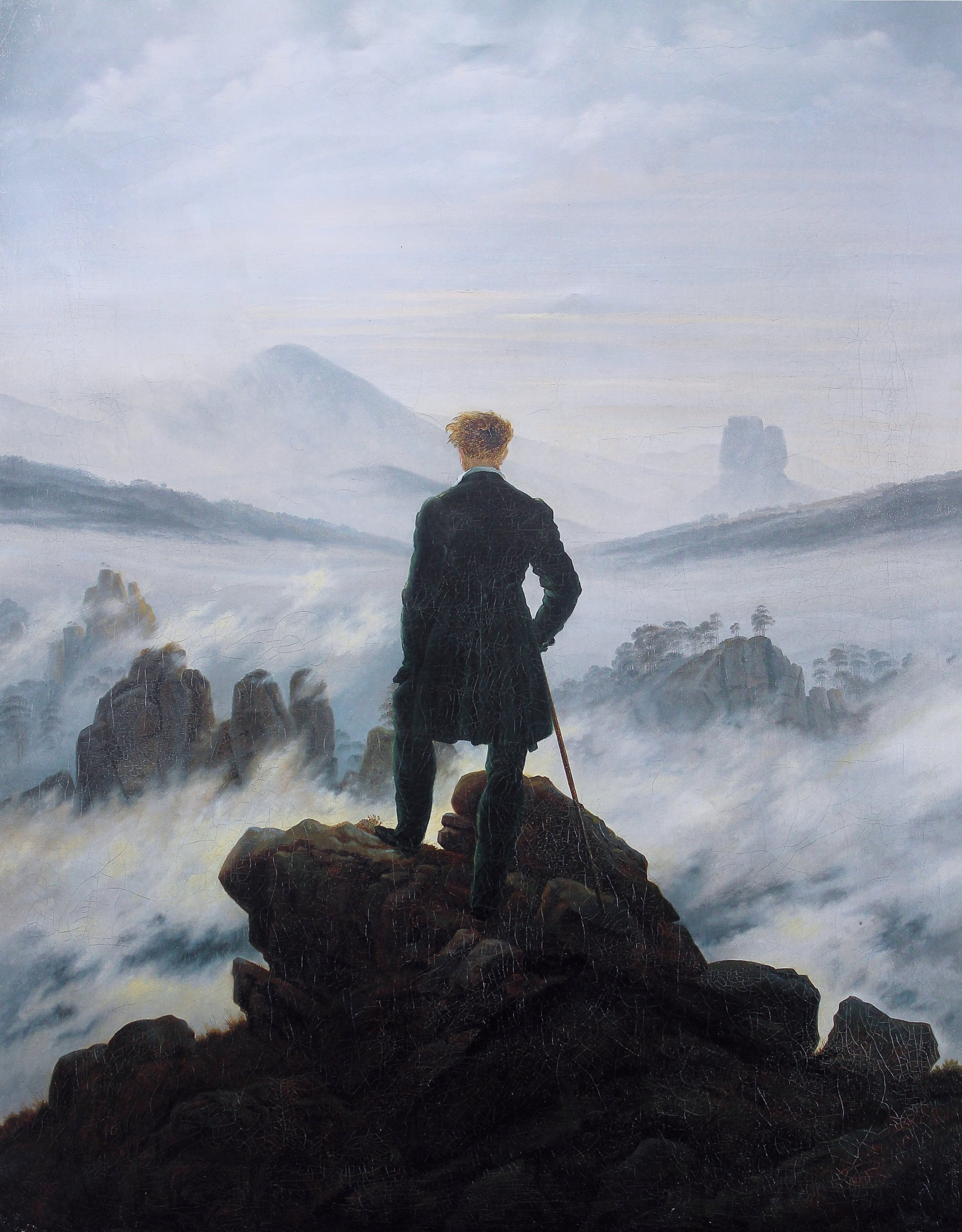
Caspar David Friedrich, Voyageur au-dessus de la mer de nuages (1818), Kunsthalle de Hambourg.

Souvent catégorisée comme philosophe rationaliste, Mary Wollstonecraft démontre son engagement et son intérêt pour le sentiment dans les Letters Written in Sweden. Elle soutient que les expériences subjectives, telles que les émotions transcendantes suggérées par le sublime et le beau, possèdent une valeur égale à celle des vérités objectives découvertes par l'entremise de la raison. Dans ses premiers ouvrages, la raison prime sur tout, car elle permet d'accéder aux vérités universelles. Dans les Letters Written in Sweden, la raison devient outil de réflexion, opérant la médiation entre l'expérience du monde au travers des sens et une notion abstraite de la vérité, qui n'est pas nécessairement une vérité universelle. La maturation ne se limite pas à l'apprentissage de la raison — point de vue adopté par Mary Wollstonecraft dans Original Stories from Real Life (1788) — mais comprend aussi la compréhension de quand et comment s'en remettre à ses émotions. 
Les théories de Mary Wollstonecraft concernant la raison, l'émotion et l'imagination sont clairement liées les unes aux autres. Quelques spécialistes soutiennent qu'elle fait appel à l'imagination pour libérer l'âme et, tout particulièrement, l'âme féminine ; cela lui permet d'envisager pour les femmes des rôles excédant les limites traditionnelles fixées par la pensée du XVIIIe siècle et lui donne l'occasion de formuler ces nouvelles idées d'une manière originale. En revanche, d'autres voient dans l'importance accordée au pouvoir de l'imagination, une démarche qui lui est préjudiciable, l'emprisonnant dans un désir bourgeois et individualiste, donc étranger à la portée sociale de la question qu'elle est censée traiter. 

Mary Favret, elle, soutient que Mary Wollstonecraft se sert de l'imagination pour réconcilier la « compréhension masculine » et la « sensibilité féminine ». Le lecteur doit « travailler » en imagination tout en lisant, effort qui lui épargnera de tomber dans la sensiblerie ou de céder à la séduction du mercantilisme. Plus important encore, il se voit désormais impliqué dans le récit du narrateur, l'écriture exigeant de lui qu'il participe à l'« intrigue » : 

« « il[s] » sauve[nt] l'écrivain des mains du « méchant » ; « il[s] » l'accompagne[nt] dans sa fuite loin du chagrin [...] Avec la coopération [du] lecteur[s], l'écrivain renverse l'habituelle intrigue épistolaire : ici, l'héroïne se libère en rejetant son correspondant et en embrassant le « monde » en dehors du cercle domestique,. »

En donnant à l'imagination le pouvoir de réinventer la société, comme le laissent entendre, par exemple, les nombreuses allusions à La Tempête de Shakespeare,, Mary Wollstonecraft se révèle en tant qu'auteur romantique.

### Individu et société
Au fil des Letters Written in Sweden, Mary Wollstonecraft médite sur la relation entre la société et l'individu. Là où ses premières œuvres se sont en grande partie centrées sur les manquements et les responsabilités de la société, dans celle-ci, en revanche, elle se tourne vers l'intérieur en soutenant la valeur de l'expérience personnelle. Dans la publicité faite pour son livre, également publiée comme préface, elle explique son rôle en tant que « héros » [sic] du texte : 

« En écrivant ces lettres décousues, je découvris que je ne pouvais m'empêcher d'être constamment la première personne — « le petit héros de chaque conte ». Je me suis efforcée de corriger ce défaut, si cela en est un, car elles étaient destinées à être publiées ; mais, à mesure que j'ordonnais mes pensées, ma lettre, comme je m'en rendis compte, devenait guindée et affectée : je décidai par conséquent de laisser mes remarques et mes réflexions couler librement, car je sentais que je ne pouvais donner une juste description de ce que je voyais sans relater l'effet que différents objets avaient produit sur mon esprit et mes sentiments, alors que cette impression était encore fraîche,. »

 

Mary Wollstonecraft, en effet, établit un parallèle entre son propre voyage psychique et sa maturation d'une part, et de l'autre le progrès des civilisations. Les nations comme les individus, soutient-elle, ont —ainsi que le décrit Mary Poovey, — une « compréhension collective » (a collective understanding) qui évolue de façon organique, « mûrissant » graduellement jusqu'à maturité. Cependant, Mary Wollstonecraft voit toujours les tragédies de la civilisation comme plus dignes d'intérêt que les tragédies individuelles ou de fiction, et elle laisse entendre que, pour elle, la compassion est au cœur des relations sociales : 

« Je me suis alors considérée moi-même comme une particule que l'on avait séparée de la grande masse de l'humanité ; — j'étais seule, jusqu'à ce qu'un sentiment de compassion involontaire, comme l'attraction d'une appartenance, me fasse sentir que je faisais toujours partie d'une vaste entité, de laquelle il m'était impossible de me séparer —  sauf, peut-être, car la réflexion a été poussée très loin, en rompant le fil d'une existence qui perd ses charmes à mesure que la cruelle expérience de la vie interrompt ou empoisonne le courant né du cœur,. »

### Nature
Mary Wollstonecraft consacre une bonne part de Letters Written in Sweden à décrire la nature et les émotions qu'elle ressent à sa contemplation. Elle assimile souvent le cours de sa pensée et de ses sentiments à une forme naturelle spécifique, comme dans le passage de la chute d'eau cité plus haut. La nature, selon elle, est un « point de référence commun » entre les lecteurs et l'auteur. Aussi, ses lettres, du moins elle en a l'espoir, devraient générer chez qui les lit un sentiment de sympathie partagée. Ces « digressions romantiques miniatures » illustrent les idées de Mary Wollstonecraft sur les liens qui unissent la nature, Dieu et la personne. Le monde naturel devient « [un] lieu nécessaire à la méditation et [un] terrain d'expérience crucial ».

### Sexe:Malheureuse femme! Quel destin est le tien!

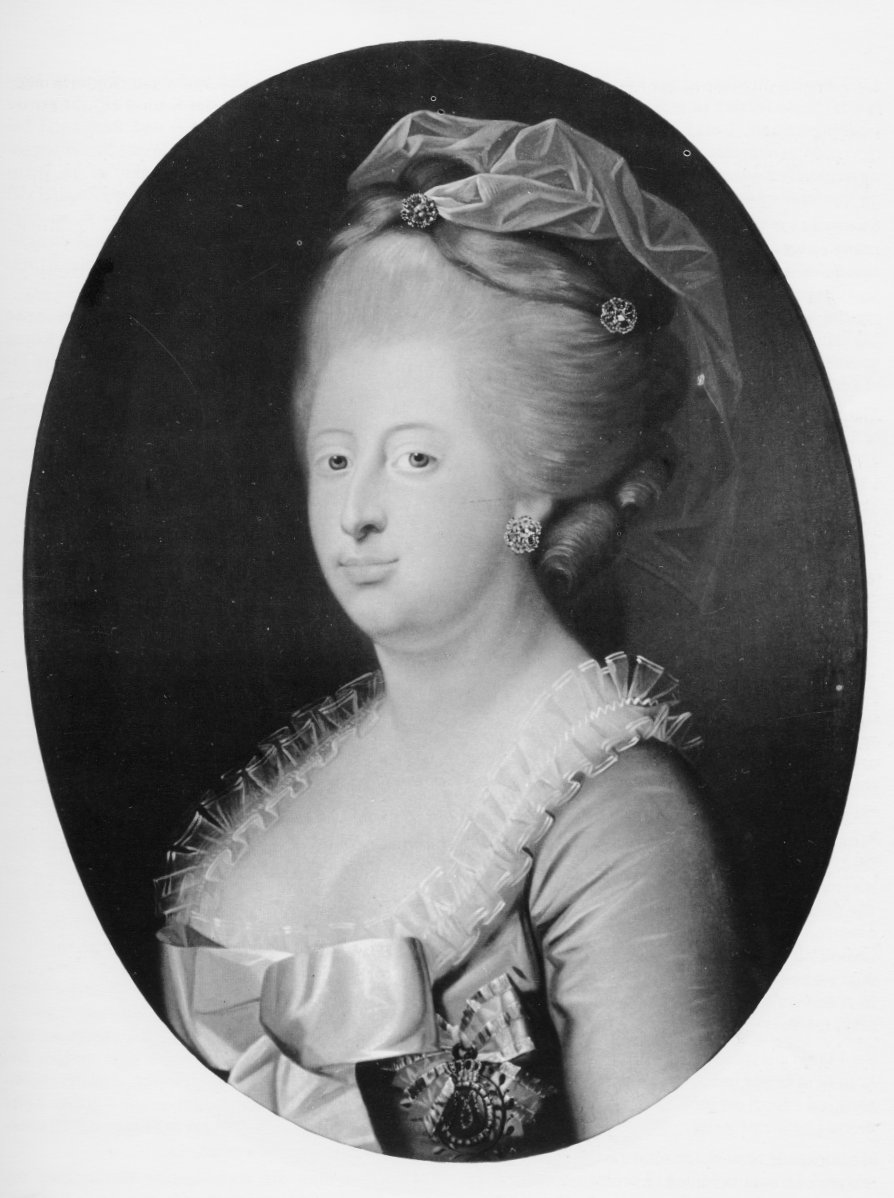
La reine Caroline Mathilde de Danemark par Jens Juel (1771).

Tous les écrits de Mary Wollstonecraft, y compris les Letters Written in Sweden, traitent des préoccupations de la femme dans la société du XVIIIe siècle. Comme dans ses précédents livres, elle discute de problèmes concrets, tels que les soins à apporter aux enfants et les relations avec les domestiques, mais, à la différence de ses ouvrages plus polémiques, comme Thoughts on the Education of Daughters (1787) ou A Vindication of the Rights of Woman, celui-ci privilégie ses réactions émotionnelles envers la nature et la maternité. Pour autant, elle ne néglige pas la cause de l'éducation et des droits de la femme. Dans la lettre 19, la plus explicitement féministe, au sens moderne du terme, Mary Wollstonecraft devance les critiques des lecteurs : « [elle] s'acharne encore sur le même sujet, allez-vous vous exclamer — Comment puis-je l'éviter, quand la plupart des combats d'une vie fertile en événements ont eu pour cause l'oppression dont est victime mon sexe : à ce que nous ressentons si fortement, nous appliquons toute la profondeur de notre raison, ». Mary Wollstonecraft prend conscience qu'elle a toujours été contrainte de faire l'expérience du monde en tant que femme — c'est de cette certitude qu'elle tient le sentiment qu'elle a d'elle-même. 
En effet, elle n'a de cesse de commenter la situation précaire des femmes dans la société. Elle exprime sa sympathie pour la reine Caroline Mathilde de Danemark dont elle prend la défense. Cette dernière avait été accusée de « comportement licencieux » pour son aventure extra-conjugale au cours de son mariage avec le roi dément Christian VII de Danemark (Mary Wollstonecraft elle-même avait connu des amours peu orthodoxes et avait un enfant illégitime). Elle décrit cette femme de sang royal, elle aussi amie du progrès et éprise de réformes sociales, comme une personne de courage s'étant efforcée de moderniser son pays avant qu'il n'y fût préparé. De tels exemples, cependant, alimentent sa mélancolie et son désespoir croissants. À un moment donné, elle se désole du destin de sa propre fille :

« Vous savez qu'en tant que femme, je lui suis particulièrement attachée — je ressens plus que la tendresse et l'inquiétude d'une mère, quand je réfléchis à l'état de dépendance et d'oppression qui est celui de son sexe. Je tremble qu'elle ne soit forcée de sacrifier son cœur à ses principes, ou les principes à son cœur. D'une main tremblante, je cultiverai la sensibilité et chérirai la délicatesse de sentiment, de crainte, pendant que je prête un nouvel incarnat à la rose, que je n'affûte les épines qui blesseront le sein que je voudrais protéger — je redoute d'éveiller son esprit, par peur de la rendre inapte à vivre dans le monde qu'elle devra habiter — Malheureuse femme ! Quel destin est le tien!. »

Sa colère et sa frustration à l'égard du statut secondaire concédé aux femmes la contraignent à se définir par opposition aux images conventionnelles de la féminité. Dans la première lettre, elle annonce non sans fierté « […] au souper mon hôte m'a déclaré sans détour que j'étais une femme d'observation, car je lui posais des questions d'homme [la mise en évidence est de Mary Wollstonecraft], ».
Elle présente l'imagination féminine comme le contrepoint fécond du commerce masculin destructeur. La forme épistolaire sied particulièrement à ce dessein, car, là où A Vindication of the Rights of Woman soutenait que les femmes devaient être « utiles » et « productives » en portant la langue du marché au sein du foyer, les Letters Written in Sweden, par une démarche inverse, adoptent les valeurs du monde domestique pour les élargir au monde politique et social.

### Mercantilisme
Bien que Mary Wollstonecraft consacre une large part des Letters Written in Sweden à laisser vagabonder son esprit sur la nature et sa relation avec l'individu, le livre examine aussi l'avilissement de la culture sous les effets du commerce. Par exemple, elle soutient que les dommages causés à Hambourg et à la France par les mercenaires et une culture de plus en plus affairiste sont bien pires que ceux qu'a infligés la violence de la Révolution française. Elle écrit : « l'épée s'est montrée clémente, comparée aux déprédations faites à la vie humaine par les entrepreneurs, et par le nuage de criquets qui se sont engraissés de la peste qu'ils ont partout répandue, ». Elle est d'avis que le commerce « abrutit »  l'esprit (embrutes the mind) et nourrit chez ceux qu'y s'y livrent une propension à l'égoïsme. Le commerce devrait être, pense-t-elle, « régulé par des idées de justice et d'honnêteté, et dirigé vers les idéaux d'indépendance et de bienveillance ».

L'attitude distante et la rapacité de Imlay ont eu raison de la confiance de Mary Wollstonecraft. Tout au long des Letters Written in Sweden, elle assimile ses critiques du commerce à l'amant (qu'elle garde anonyme) qui l'a trahie : 

« Un homme cesse d'aimer l'humanité, puis les individus, à mesure qu'il avance dans sa poursuite de la richesse ; lorsque l'un se heurte à son intérêt, l'autre à ses plaisirs : aux affaires, ainsi qu'on les nomme, tout doit céder ; que dis-je, tout est sacrifié ; et toutes les actions bienfaisantes qui nous rendent chers le citoyen, le mari, le père, le frère, deviennent des mots vides de sens,. »

Tout au long, elle oppose l'imagination constructive et créatrice au commerce destructeur. L'association du mercantilisme à l'amant condamne directement Gilbert Imlay, pour qui les spéculations en affaires comptent plus que sa compagne et leur enfant.

### Révolution et progrès
Mary Wollstonecraft consacre plusieurs longues sections des Letters Written in Sweden à spéculer sur les possibilités de révolution sociale et politique, et à tracer la trajectoire des progrès de la civilisation. Comparant la Norvège avec la Grande-Bretagne et avec la France, par exemple, elle souligne le progressisme des Norvégiens qui jouissent d'une presse libre, pratiquent la tolérance religieuse, distribuent les terres avec équité et ont une conscience politique active. Cependant, la description de « l'âge d'or » de la Norvègese fait moins enthousiaste lorsqu'elle découvre que le pays n'a ni université ni scientifiques.  
À beaucoup d'égards, la société norvégienne incarne l'idéal radical d'« une société de petits producteurs dont la richesse est suffisamment dispersée pour assurer une égalité sommaire », semblable à ce qu'avait esquissé Mary Wollstonecraft dans A Vindication of the Rights of Men (1790). Après avoir soigneusement réfléchi à la façon d'améliorer les problèmes d'ordre social et politique rencontrés au cours de ses pérégrinations, elle arrive à la conclusion que le progrès social doit intervenir à un rythme mesuré et « naturel ». Chaque pays doit trouver sa voie vers le progrès, la révolution démocratique ne pouvant être imposée de l'extérieur à un peuple. Elle croit que les classes « inférieures » et les fermiers indépendants (yeomen) constituent la plus prometteuse des « sources potentielles d'une transformation sociale révolutionnaire ». De manière implicite, cependant, sa vision n'est pas dénuée d'une certaine condescendance « bourgeoise » ; en effet, elle considère les classes inférieures comme un groupe distinct d'elle-même, dont elle qualifie le comportement de « pittoresque ».

## Accueil et postérité

### Accueil critique

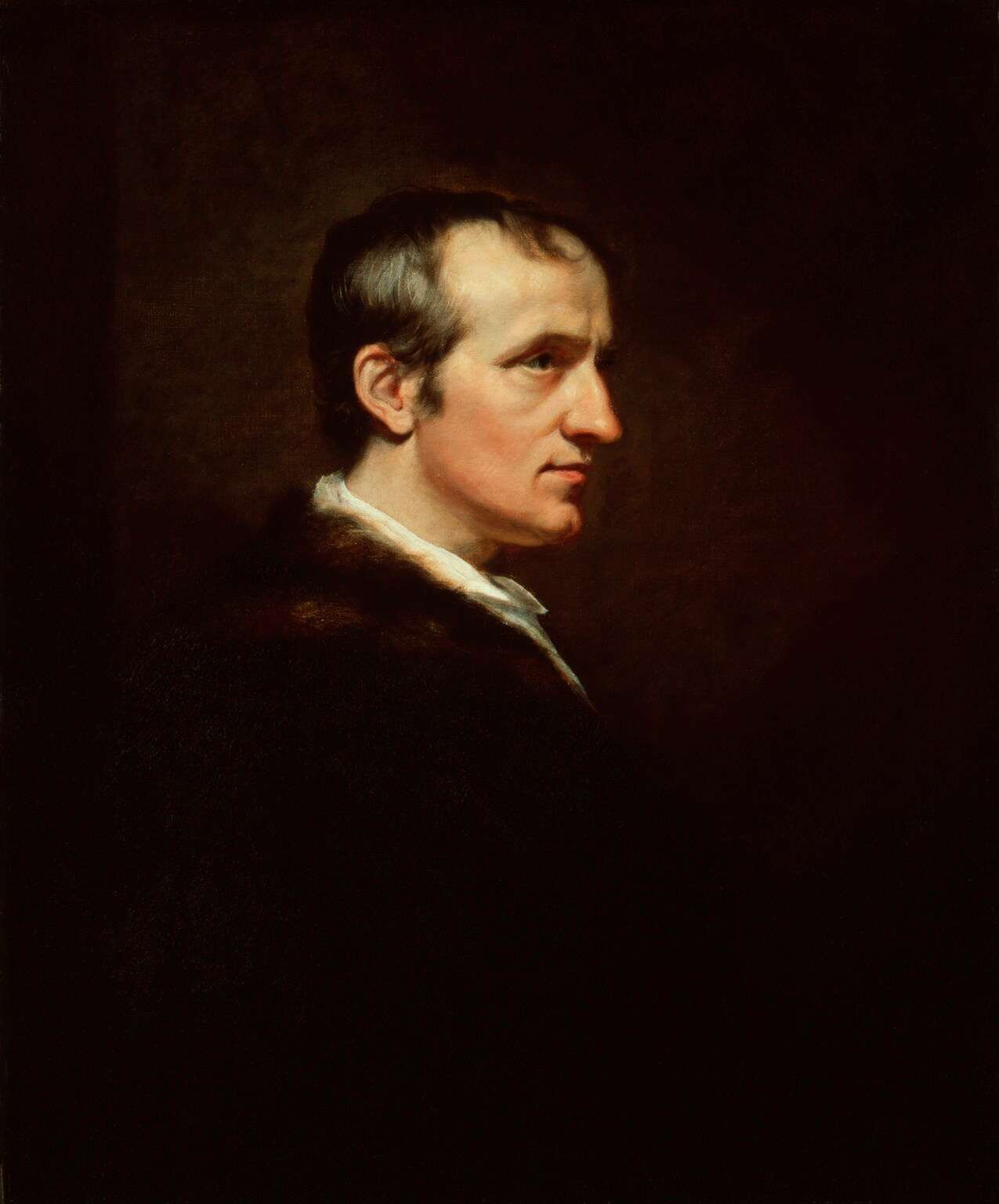
James Northcote, William Godwin, huile sur toile, 1802, National Portrait Gallery.

Mary Wollstonecraft est poussée à publier Letters Written in Sweden, car elle a des dettes importantes. Son succès commercial — c'est son ouvrage le plus populaire au cours des années 1790 — survient à un moment opportun. Bien accueillie par la critique, l'œuvre est traduite en allemand, en hollandais, en suédois et en portugais, publiée en Amérique et rééditée lors d'une deuxième édition en 1802.
Amelia Alderson fait l'éloge de l'ouvrage, distinguant la femme et la philosophe : « […] dès que j'ai lu vos Lettres de Norvège, l'impression forte, mais froide, qu'avait produit sur moi la philosophe s'effaça derrière la tendre sympathie que suscitait la femme. » William Godwin, le futur époux de Mary Wollstonecraft, écrit dans ses Memoirs of the Author of A Vindication of the Rights of Woman que c'est la lecture de Letters Written in Sweden qui l'a rendu amoureux de Mary Wollstonecraft : 

« S'il y eut jamais un livre conçu pour rendre un homme amoureux de son auteur, il m'apparait clairement que c'est de celui-ci qu'il s'agit. Elle parle de ses chagrins d'une manière qui nous emplit de mélancolie et nous fait fondre de tendresse, en même temps qu'elle témoigne d'un génie s'imposant à notre entière admiration. Le malheur avait adouci son cœur au point de le rendre comme plus qu'humain, et la délicatesse de son âme semblait promise à un accord parfait avec l'émerveillement d'un attachement infini, »

Godwin fait le lien entre l'ouvrage et le premier roman de son épouse, Mary: A Fiction (1788) ;  il en célèbre la sensibilité et la façon « dont il teinte d'érotisme le chagrin des femmes » ; pour lui, ce livre est une histoire d'amour sous forme épistolaire et non un traité politique. Après la mort de Mary en 1797, Godwin publie ses lettres à Gilbert Imlay, mais en détruit les originaux. En fait, il a supprimé toute référence aux événements politiques contemporains, ainsi que les négociations d'affaires, soulignant la relation romanesque existant entre les deux jeux de lettres. Selon Mary Favret, Godwin voulait que le public voie dans la relation de Mary une aventure sentimentale apparentée à celle de Charlotte et de Werther dans Les Souffrances du jeune Werther (1774) de Goethe.

Au XVIIIe siècle, voyager sans la protection d'un homme est, pour une femme accompagnée d'un enfant en bas âge et d'une femme de chambre, une affaire sans précédent. Le récit de ce voyage parait, lui aussi, inhabituel aux lecteurs :  ces pérégrinations dans une région du monde rarement visitée, qu'un commentateur de Letters Written in Sweden décrit comme « une étendue sauvage de régions boréales », intriguent et même choquent. De plus, la théologie peu orthodoxe qui transparaît  indispose nombre de lecteurs. Le Monthly Magazine and American Review écrit : 

« [Elle] a abandonné toute foi dans le christianisme [sic]. [...] À partir de cette période, elle adora [Dieu] [...] non comme Celui dont le pouvoir d'interposition est, en silence mais à jamais, en œuvre dans le grand théâtre des affaires humaines, faisant surgir du mal présent le bien ultime et ne permettant rien qui ne soit à des fins sages et bienveillantes, mais uniquement comme la première grande cause et la source vitale de l'existence,. »

Par rapport aux vues initiales de Mary Wollstonecraft — où Dieu apparaissait en juge — les Letters Written in Sweden marquent un recul : Dieu devient un simple créateur, conception qui choque les conservateurs, certes non préparés à accepter quoi que ce soit qui puisse se rapprocher du déisme. Plus préoccupée par la promotion de la sensibilité, sa consœur féministe Mary Hays critique le sentimentalisme outré du livre. Thomas Brown, professeur de philosophie morale, fait écho à l'ouvrage par une satire poétique, The Wanderer in Norway (1816) (« Le Voyageur en Norvège »). Pour lui, la liberté que Mary Wollstonecraft croit avoir conquise par l'union de la nature à l'émotion est un leurre, l'œuvre s'avère un échec et son auteur une victime tragique. Il voit dans ce récit un conte pédagogique destiné à mettre en garde le lecteur (cautionary tale), alors que Mary Wollstonecraft, au contraire, se targuait d'offrir des pistes d'amélioration personnelle et sociale. Comme le souligne Mary Favret, les réactions aux Letters Written in Sweden, dans leur ensemble, font de la narratrice/Mary une héroïne de roman sentimental, alors que le texte, fusionnant sensibilité et politique, n'a de cesse de contredire cette image.   
Après la parution des Memoirs de Godwin, qui dévoilent, et endossent à la fois, les aventures amoureuses de Mary de même que l'existence de son enfant illégitime, le public, en sa grande majorité, se détourne de son œuvre. Cependant, « le livre devait susciter la passion des voyages parmi les gens cultivés d'Europe ». D'intrépides écrivaines voyageuses britanniques du XIXe siècle comme Isabella Bird et Mary Kingsley le lisent encore et se sentent inspirées par les efforts pionniers de Mary Wollstonecraft. Les Letters Written in Sweden sont rééditées à la fin du XIXe siècle et Robert Louis Stevenson, l'auteur de L'Île au trésor, en emporte un exemplaire lors de son voyage aux Samoa en 1890.

### Romantisme

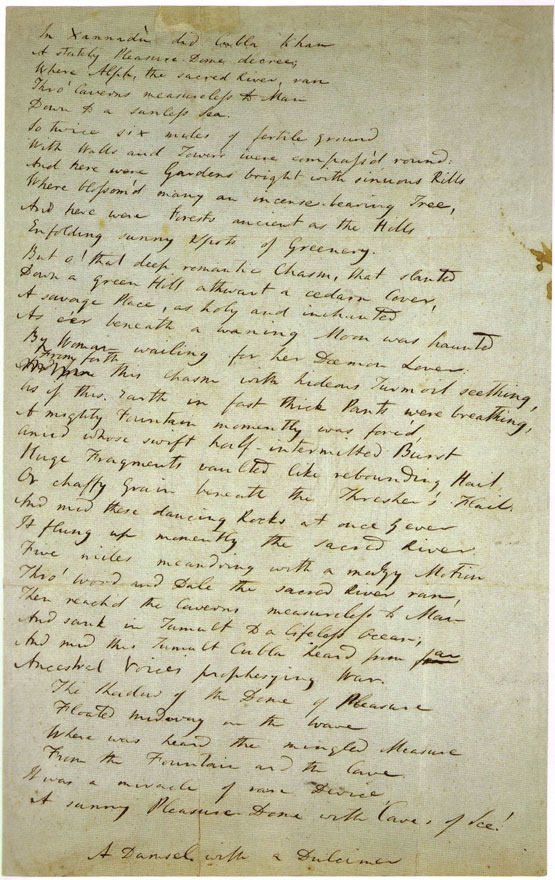
Brouillon de Kubla Khan (1797 ; 1816).

Plus profondément que tout autre, à l'exception peut-être de Godwin, les poètes romantiques sont touchés par les Letters Written in Sweden. Ainsi, Robert Southey écrit à son éditeur : « Avez-vous croisé [le livre de voyage] de Mary Wollstonecraft ? Elle m'a rendu amoureux d'un climat froid, du givre et de la neige, sous la lumière boréale de la lune ». La façon dont l'ouvrage combine une vision sociale progressiste avec la recommandation d'une expérience individuelle subjective trouve un écho chez des écrivains tels que William Wordsworth ou Samuel Taylor Coleridge.
La « théorie de l'incarnation de l'imagination créatrice » soutenue par Mary Wollstonecraft a pavé la voie du traitement méticuleux effectué par William Wordsworth sur l'imagination et sa relation avec le « moi », dans le Livre V de The Prelude (1805 ; 1850). Les Lettres exercent aussi une profonde influence sur The Rime of the Ancient Mariner (1797-1799) de Coleridge, ainsi que sur Alastor (1815) de Shelley ; leurs descriptions de « la quête d'un foyer stable » (quest for a settled home) ressemble beaucoup à celle de Mary Wollstonecraft. Cependant, l'hommage le plus spectaculaire, quoique indirect, se trouverait dans le célèbre poème de Coleridge Kubla Khan (1797 ; 1816). Non seulement son style s'inspirerait de celui de Mary Wollstonecraft, mais, à un moment donné, se glisserait une allusion qui lui serait consacrée, alors qu'est évoquée une étendue désertique et glacée : 
 

A savage place! as holy and enchanted

As e'er beneath a waning moon was haunted

By woman wailing for her demon-lover!
 

Lieu sauvage ! Lieu sacré et d'envoûtement

Comme jamais sous la lune déclinante ne fut hanté

Par femme lamentant pour son divin amant !